# Штарк, Ганс
Ганс Штарк (нем. Hans Stark; 14 июня 1921, Дармштадт, Веймарская республика — 29 марта 1991, Дармштадт, Германия) — унтерштурмфюрер СС и начальник отдела по ведению записей в концлагере Освенцим.

## Биография
Ганс Штарк родился 14 июня 1921 года в семье полицейского служащего. С 1927 по 1931 год посещал народную школу и с 1931 по март 1937 года гимназию в Дармштадте. Сначала успеваемость в школе была средней, но последние несколько лет перед окончанием школы она снизилась. Это часто приводило к спорам с его отцом, полицейским инспектором, который после двенадцати лет службы в рейхсвере вышел на пенсию. В то время, как говорят, он придерживался мнения, что его сын должен быть дисциплинированным, для чего он считал подходящими учебными заведениями имперскую службу труда или военную службу. Возраст призыва на трудовую и военную службу составлял 17 лет, но поступление в отряды «Мёртвая голова» было возможно в 16 лет, и отец Штарка дал письменное согласие на вступление в ряды СС.
1 декабря 1937 года поступил на службу во 2-й штандарт СС «Бранденбург» в Ораниенбурге под Берлином. В январе 1938 года был переведен в охрану концлагеря Заксенхаузен. После короткого отпуска в конце июня 1938 года был переведён в концлагерь Бухенвальд. Там он присматривал за кавалькадой лошадей, а позже его перевели в охрану лагеря. 1 января 1938 года стал штурманном СС. 1 августа 1939 года ему было присвоено звание роттенфюрера СС. С сентября по декабрь 1939 года был инструктором для новобранцев в концлагере Бухенвальд. Затем полк новобранцев был переведен в концлагерь Дахау. Штарк оставался здесь до 1940 года, когда его перевели в батальон охраны и почета в Праге. В августе 1940 года был переведён в полк СС «Вестланд» в Мюнхен. Здесь он получил двойной перелом голени после падения с лошади. Он пролежал в лазарете 6 недель, а затем был выписан но был годен только к гарнизонной службе и переведен обратно в охранный батальон в концлагере Дахау, где прослужил с ноября по декабрь 1940 года.
15 декабря 1940 года поступил на службу в концлагерь Освенцим. Изначально был блокфюрером в блоке 7 (позже блоке 22), потом служил в политическом отделе (лагерное гестапо) в комплексе Биркенау. В его блоке содержались польские школьники и студенты в возрасте до 25 лет. В мае 1941 года перешёл в политический отдел, где возглавил отдел ведения записей. По некоторым данным, над его рабочим столом висел лозунг «Жалость — это слабость». Штарк был одним из самых жестоких эсэсовцев в Освенциме. Так он немедленно убил всех евреев, которые носили фамилию Штарк, топил новорожденных детей в ведре с холодной водой, а других заключенных (бездоказательно) бросал живыми в огонь. Доказано, что Штарк регулярно участвовал в расстрелах и принимал участие в первых акциях по уничтожению газом.
Поскольку Штарк хотел получить полноценное школьное образование, он взял отпуск с Рождества 1941 по март 1942. 13 марта 1942 года сдал экзамены на аттестат зрелости экстерном в гимназии имени Юстума Либиха в Дармштадте (ныне школа имени Юстуса Либиха); темой его сочинения было «Освобождение Германии от цепей Версальского договора Адольфом Гитлером». Впоследствии вернулся к службе в концлагере Освенцим. Летом 1942 года подал заявление на учебный отпуск, который был предоставлен с 1 декабря 1942 года по 31 марта 1943 года. 8 декабря 1942 года был зачислен в университет имени Иоганна Вольфганга Гёте во Франкфурте-на-Майне и в течение одного семестра изучал право. В 1943 году был награждён Крестом «За военные заслуги» 2-го класса с мечами.
Во время учебы, согласно его собственным показаниям, Штарк подал прошение о переводе на службу к обергруппенфюреру СС Августу Хайссмайеру. После завершения учебного отпуска 1 апреля 1943 года явился к начальнику политического отдела унтерштурмфюреру СС Максимилиану Грабнеру. Грабнер сообщил ему, что с 1 апреля 1943 года он получил приказ отправиться в Дахау для прохождения учебного курса. Курс «офицерской подготовки» в юнкерской школе СС длился с 5 по 25 мая. 25 мая 1943 года был переведён во 2-ю танковую дивизию СС «Рейх». Воевал на Восточном фронте и был ранен. 9 ноября 1944 года был повышен до унтерштурмфюрера СС. После битвы за Берлин 2 мая 1945 года попал в советский плен, из которого ему удалось бежать через два дня

### После войны
После окончания войны Штарк поначалу скрывался. До осени 1946 года работал в сельском хозяйстве. С осени 1946 и до лета 1948 года изучал сельское хозяйство в университете Гиссена. В 1948 году денацификационная палата классифицировала его как «наименее обременённого», а после апелляции был причислен к «попутчикам» в ходе процедуры 20 августа 1950 года. Штарк изучал сельское хозяйство и педагогику. С ноября 1953 и до осени 1955 года занимал должность учителя в сельскохозйственной школе в Грос-Герау. Затем до 31 марта 1957 года работал клерком-консультантом по экономическим вопросам в сельскохозяйственной палате во Франкфурте-на-Майне. До 1959 года работал в сельскохозяйственной школе в Лёвенихе под Кёльном.
В ходе расследования нацистских преступлений в концлагере Освенцим 23 апреля 1959 года Штарк был впервые арестован и допрошен служащим уголовной полиции из Людвигсбурга Альфредом  Эдтнером. Через несколько недель он был выпущен из следственного изолятора, поскольку он честно рассказал судебному следователю, что был конюхом у коменданта Рудольфа Хёсса. Для подтверждения этой легенды была даже найдена фотография, на которой он держит поводья лошади коменданта в качестве «конюха».
Штарк был обвиняемым на Первом освенцимском процессе. 20 декабря 1963 года начался процесс против бывших служащих персонала в суде присяжных во Франкфурте-на-Майне, который проходил в здании ратуши. В это время Штарк еженедельно ездил на работу между Дармштадтом и Франкфуртом. Штарк был обвинён только в «незначительных правонарушениях», в отношении которых, по мнению суда присяжных, «не было подозрений в бегстве и опасности сокрытия». Штарку удавалось поддерживать такое впечатление еще три месяца, пока свидетель Йозеф Краль (заключенный под номером 17401 в Биркенау с июня 1941 по май 1943 года) не уличил Штарка в следующих показаниях:
Я видел как Штарк забил двух заключенных до смерти рукояткой лопаты. И он застрелил заключенного по имени Исаак. Он заставил Исаака сначала утопить товарища, а затем и собственного отца в яме с водой.
На суде Штарк признался, что расстреливал людей и бросал капсулы с Циклоном-Б в газовые камеры. 20 августа 1965 года он был приговорён к 10 годам заключения в детской колонии . В приговоре говорилось:
Во время последующих отравлений еврейского населения в мае 1942 года Штарк часто отводил еврейских женщин в сторону перед отравлениями. Когда остальные евреи находились в газовых камерах, он поставил женщин у стены во дворе малого крематория. Затем он выстрелил одной или двум женщинам в грудь и ноги. Затем, когда другие женщины дрожали и падали на колени, умоляя Штарка оставить их в живых, он кричал им: „Сара, Сара, давай, вставай!”. Затем он расстрелял их всех одного за другим.
В своём заключительном слове он сказал:
Я участвовал в убийстве многих людей. После войны я часто спрашивал себя, не стал ли я преступником? Я не нашел ответа на этот вопрос.
Приговор в виде 10 лет лишения свободы был вынесен по ювенальному праву, так как на момент совершения преступления он был еще несовершеннолетним (моложе 21 года по закону того времени). 16 августа 1968 года был освобождён. Умер 29 марта 1991 года.